# Oenothera grandis
Oenothera grandis är en dunörtsväxtart som först beskrevs av Britt., och fick sitt nu gällande namn av Per Axel Rydberg. Oenothera grandis ingår i släktet nattljussläktet, och familjen dunörtsväxter. Inga underarter finns listade i Catalogue of Life.